# Astrig Siranossian
Astrig Siranossian (Lione, 19 dicembre 1988) è una violoncellista francese.

## Biografia
Nata nel 1988 da genitori armeni nella città di Lione, Astrig Siranossian ha iniziato a suonare all'età di tre anni presso la Scuola nazionale di musica di Romans, dove suo padre Alexandre Siranossian ha lavorato come direttore per quarant'anni.
Suona sul palco già all'età di cinque anni i concerti di Antonio Vivaldi, e all'età di sei anni il suo concerto con l'Orchestra dell'Île Saint-Louis a Parigi ha ricevuto recensioni molto positive. Bambina talentuosa, vince un posto al Conservatoire National di Lione nella classe di Patrick Gabard. All'età di quindici anni ottiene il suo diploma di musica con distinzione e congratulazioni unanime dalla giuria. Lo stesso anno, è la prima ad essere scelta per entrare nella classe di Yvan Chiffoleau al Conservatoire national supérieur de musique et de danse de Paris, dove si diploma all'età di diciotto anni con distinzione e congratulazioni unanime della giuria. Continua i suoi studi in Svizzera nella classe di Ivan Monighetti, alla Hochschule für Musik di Basilea, dove ottiene due master con il massimo dei voti.
Nel 2015, è stata invitata a trascorrere tre anni come artista in residenza presso la Chapelle Musicale Reine Elisabeth di Waterloo, così come per la Singer-Polignac Foundation. Fin dalla più giovane età, si è esibita sui palchi più famosi, tra cui la Philharmonie de Paris, il Musikverein di Vienna, il Palazzo della cultura e dei congressi di Lucerna, il Casinò di Basilea, l'Opera di Digione, Flagey a Bruxelles, il Teatro Colón di Buenos Aires, il Kennedy Center di Washington.
I suoi compagni di musica da camera erano, tra gli altri, Daniel Barenboim, Simon Rattle, Yo-Yo Ma, Sol Gabetta, Bertrand Chamayou, Guy Braustein, Ivan Monighetti, Michael Barenboim, Mathieu Dufour, Augustin Dumay, Louis Lortie e Daniel Ottensamer.
Le sue registrazioni, molto acclamate dai media, sono elogiate dalla critica. La registrazione fatta nel 2018 dall'etichetta Claves Records, che include concerti di Aram Khachaturyan e Krzysztof Penderecki, riceve 5 diapason, 5 stelle Classica e il premio «clef du mois ResMusica».
Nel 2016 ha pubblicato un album dedicato a Francis Poulenc, l e Padre Komitas accompagnato dal pianista Theo Fouchenneret. Per questo album ha ricevuto il Premio Musica.
Nel 2019 registrerà un album con sua sorella, la violinista Chouchane Siranossian, per l'etichetta Alpha, che includerà il duetto violoncello/violino.
Nel 2017, è stata invitata da Daniel Barenboim ad unirsi all'Ensemble Boulez, nonché alla posizione di violoncellista solista nella West Eastern Divan Orchestra.
Nel 2015 fonda il festival «les Musicades» a Romans-sur-Isère, dove vivono i suoi genitori. Riunisce tre delle sue passioni: musica, letteratura e gastronomia.
Astrig Siranossian ha vinto il concorso internazionale Krzysztof Penderecki nel 2013, oltre a due premi speciali. Inoltre vince il concorso Antonio Janigro e Banque populaire ed è iscritta come artista alla società Adami (Société civile pour l'administration des droits des artistes et musiciens interprètes).
Suona un raro violoncello di Ruggieri del 1676, generosamente prestato dalla Fondazione svizzera Boubo-Music.

## Premi
- 1998: Primo premio Royaume de la Musique
- 2012: Il vincitore del Antonio Janigros Musicale Concorso
- 2013: Il vincitore del Concorso Banque Populaire Foundation
- 2013: Primo premio e premi speciali al K. Penderecki Concorso
- 2014: Premio Kiefer Hablitzel
- 2016: Premio Musica
- 2017: Coup de cœur della televisione belga

## Discografia
- 2012: Celli Monighetti / LCMS 1202
- 2016: Poulenc, Fauré, Komitas; Théo Fouchenneret / Claves Records 1604
- 2018: F. Schubert / Evidence
- 2018: Concerto per violoncello Khachaturyan, Penderecki; Sinfonia Varsovia, Adam Klocek / Records 1802